# Croton cordiifolius
Espèce
Croton cordiifolius est une espèce de plantes à fleurs du genre Croton et de la famille des Euphorbiaceae, présente au Brésil (Bahia).
Il a pour synonyme :
- Croton rufescens, Müll.Arg., 1865
- Oxydectes cordiifolia, (Baill.) Kuntze